# Higashiōsaka
Higashiōsaka (東大阪市, Higashiōsaka-shi, Ōsaka de l'est), est une ville de la préfecture d'Osaka, Japon, située à l'est de la ville d'Osaka.

## Géographie
Les rivières Onii, Nagase et Daini-Neya coulent à travers Higashiosaka.

## Histoire
La ville a été fondée le 1er février 1967 par la fusion de trois villes : Fuse (布施), Kawachi (河内) et Hiraoka (枚岡).

## Éducation
On trouve cinq universités à Higashiōsaka, notamment l'université Kindai et l'Université du Commerce d'Osaka.

## Monuments et structures notables
- Hiraoka-jinja
- Ojoin Rokumanji et Mingu Kuyokan[2]
- Le stade Hanazono (近鉄花園ラグビー場, Kintetsu Hanazono ragubī-jō?), premier stade exclusif de rugby au Japon, construit en 1929[3].
- Ishikiri-jinja (石切神社)[4].
- Hôtel de ville d'Higashiosaka, le plus haut édifice de la ville (116 m de hauteur).

## Personnalités nées à Higashiōsaka
- Hiroshige Yanagimoto
- Toshiaki Toyoda
- Shinya Yamanaka
- Chizuru Ikewaki, actrice
- Ken Hirai, chanteur

## Jumelages
- Berlin-Mitte (Allemagne) depuis 1959
- Glendale (Californie) (États-Unis) depuis 1960

## Photographies

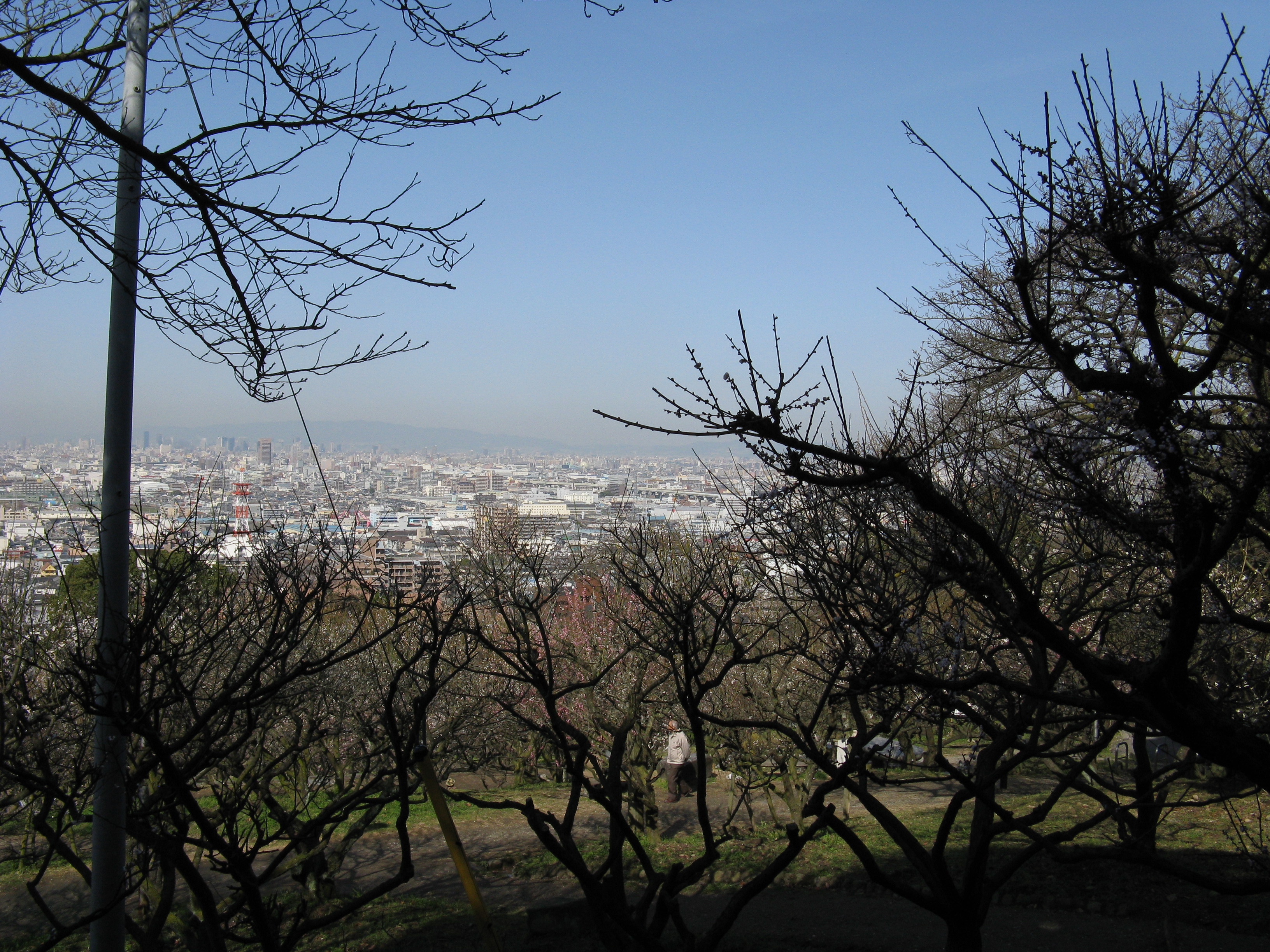
Parc Hiraoka avec la ville en arrière-plan.
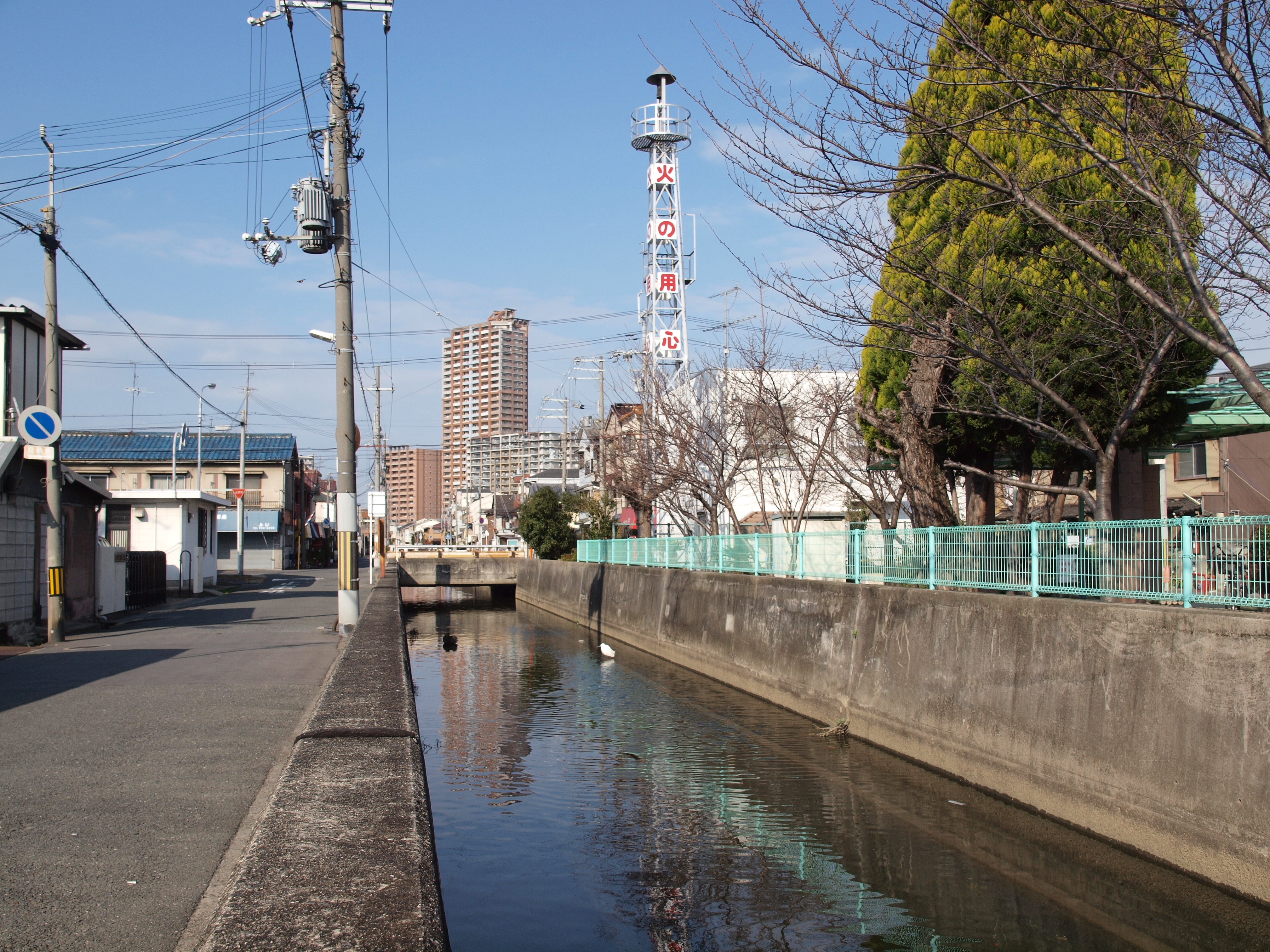
Rivière Higashiosaka au cœur de la ville.
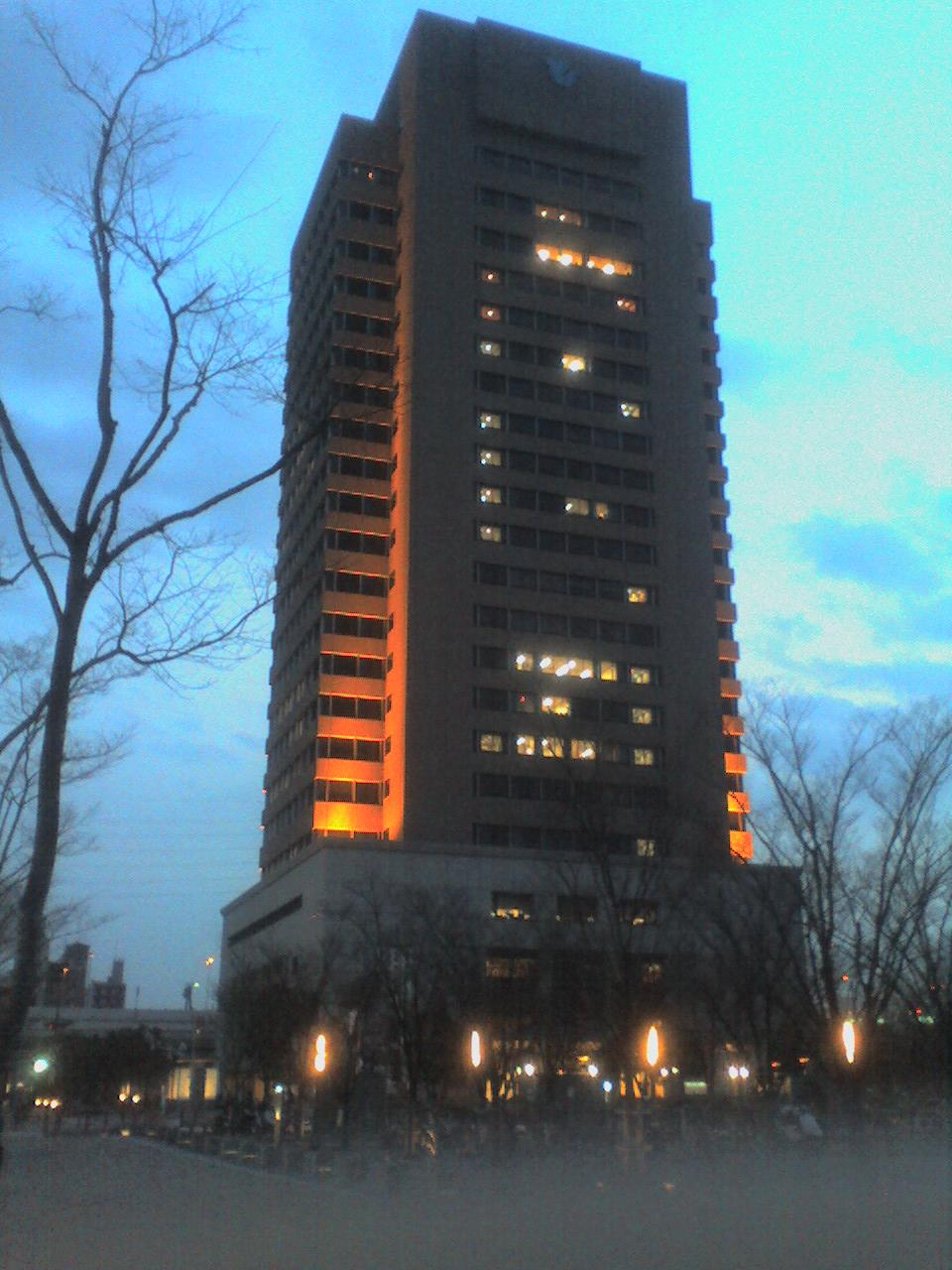
Hôtel de ville d'Higashiosaka.
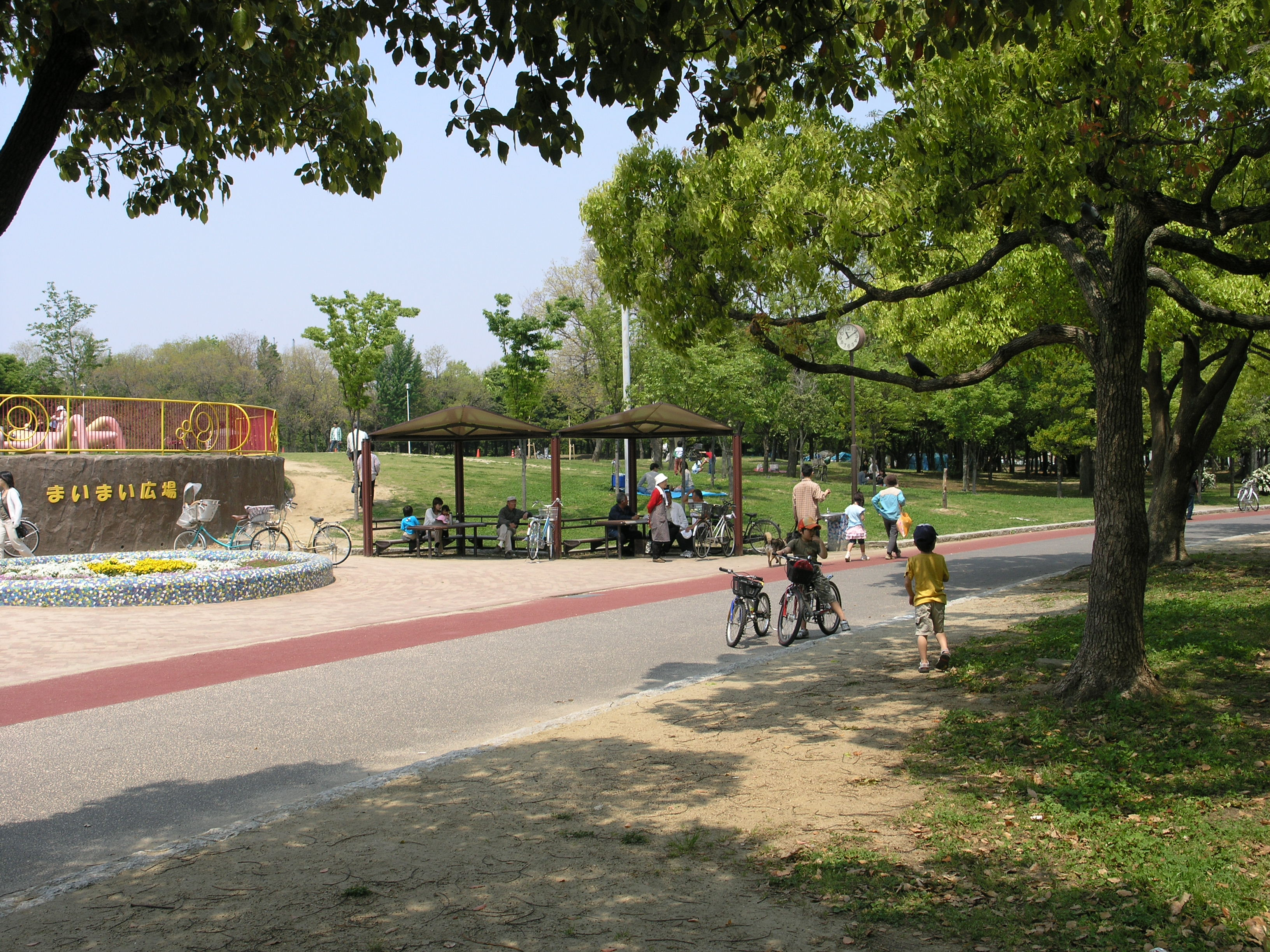
Parc Kyuhoji Ryokuchi.
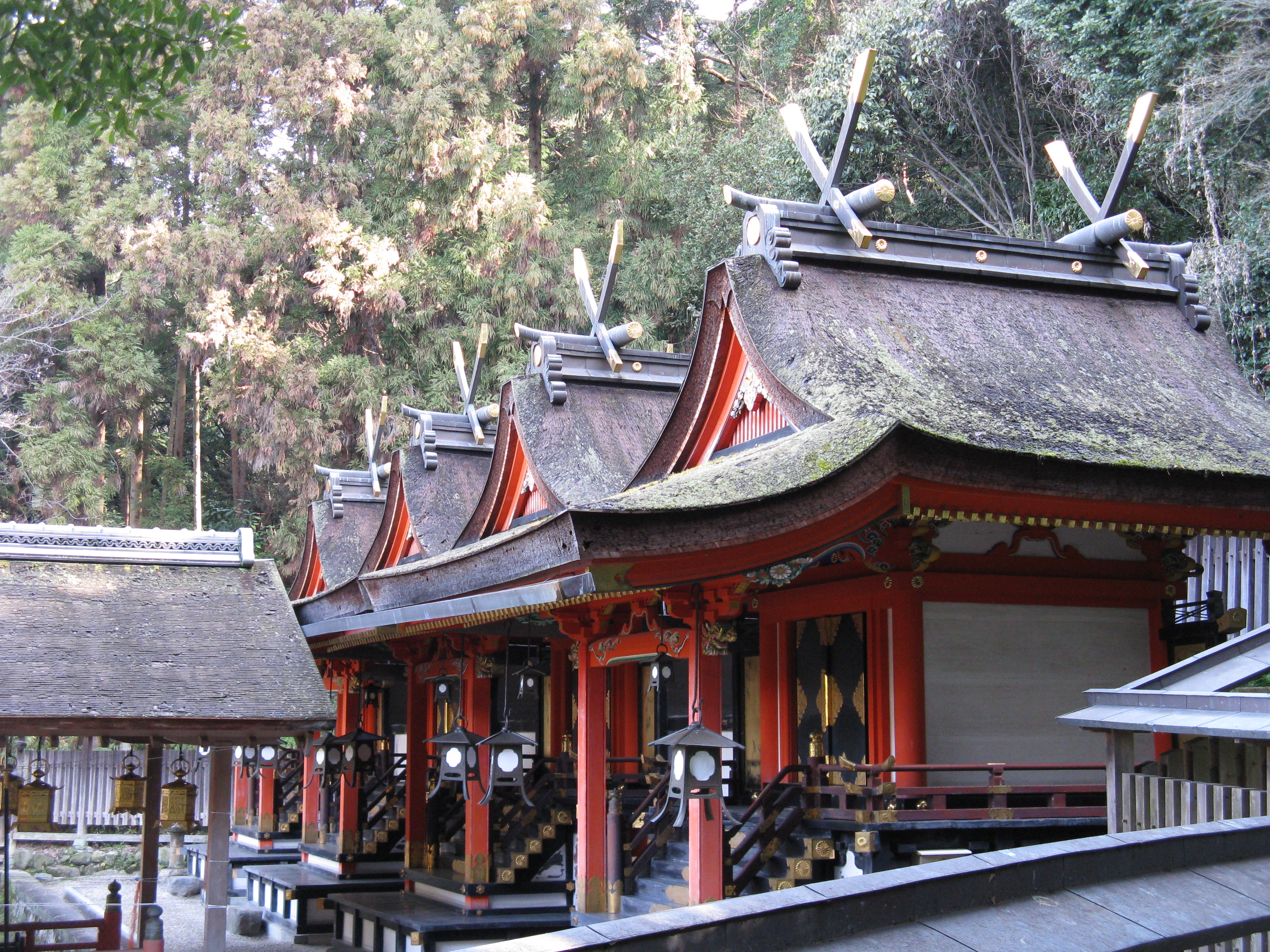
Temple Hiraoka.
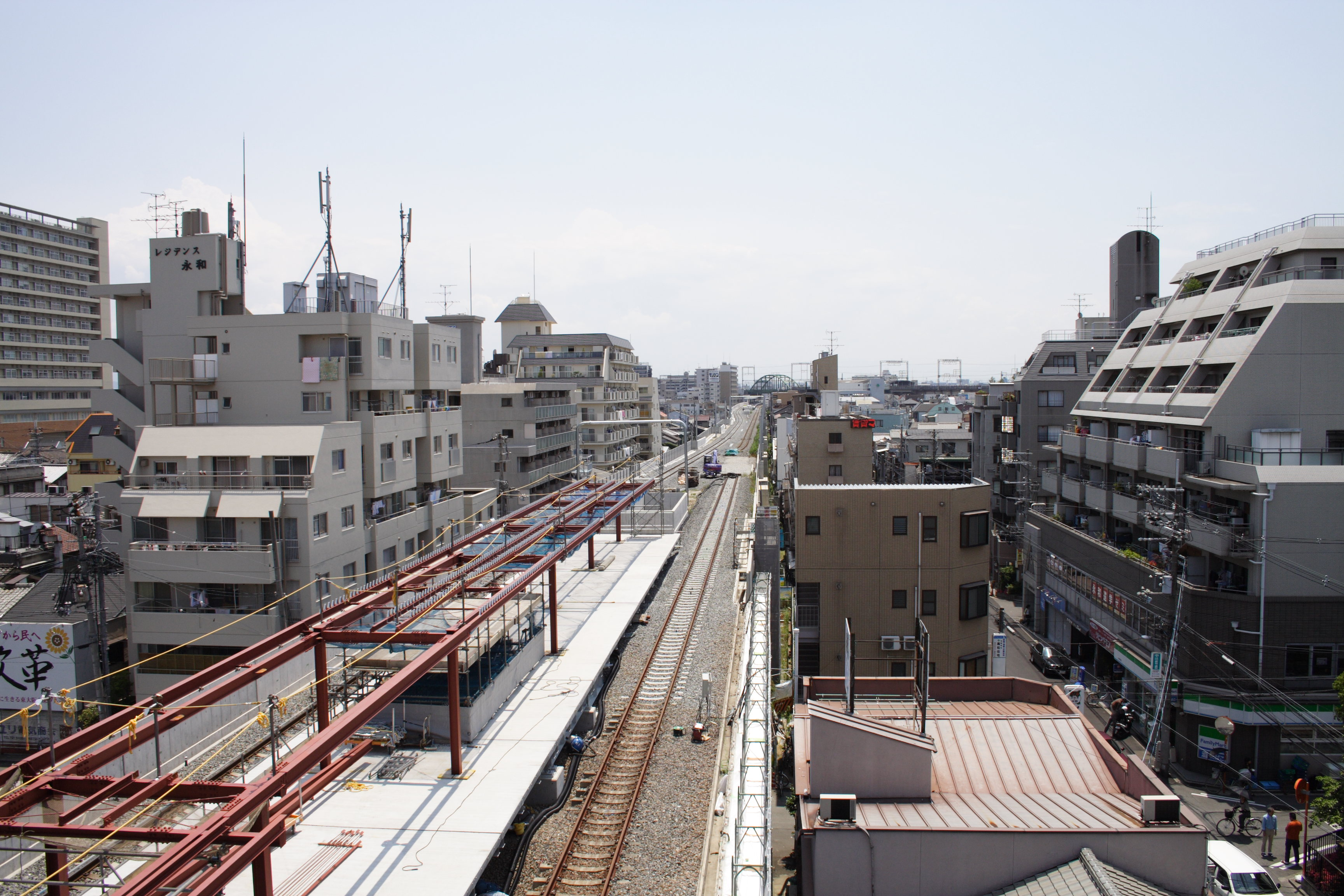
Arrivée en gare de Kawati Eiwa.
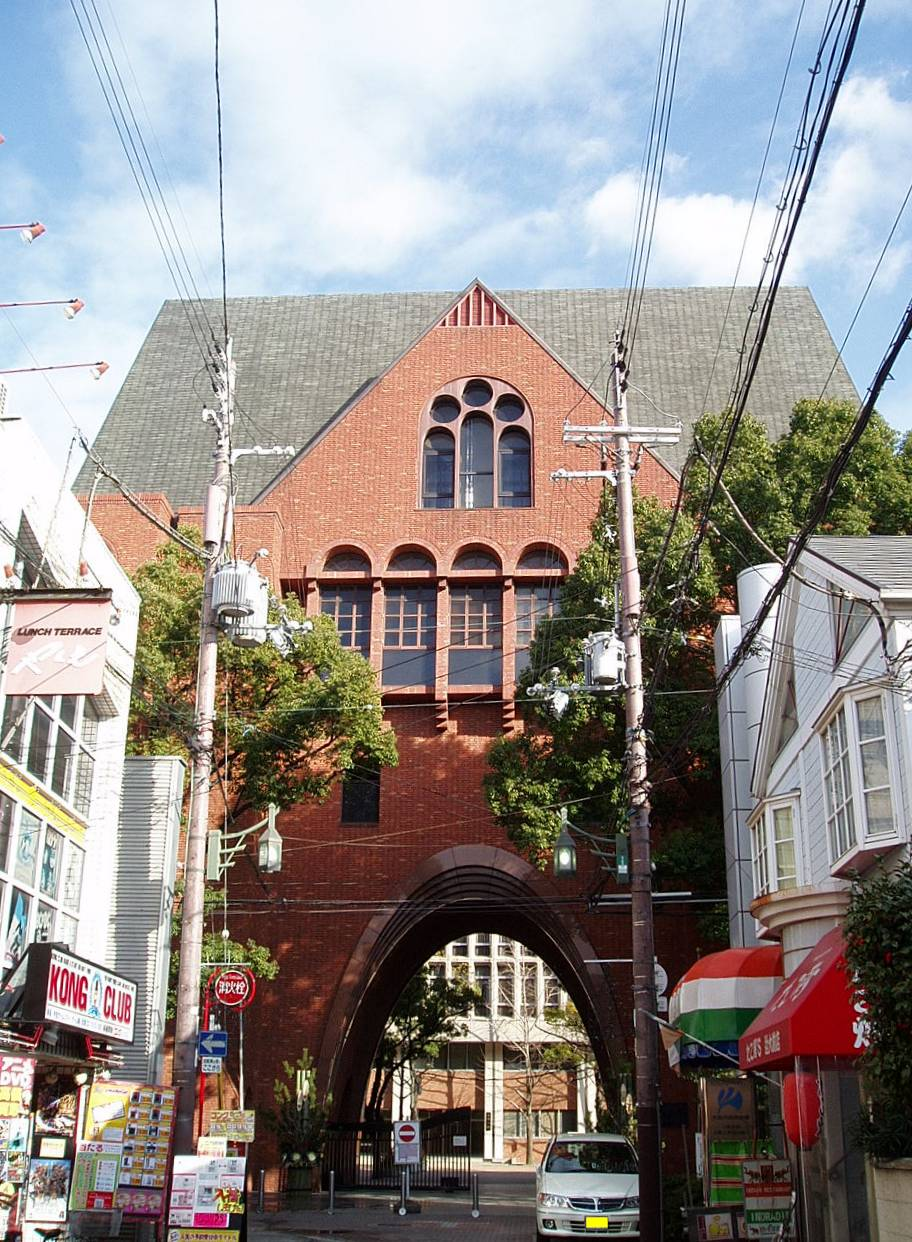
Université Kindai.
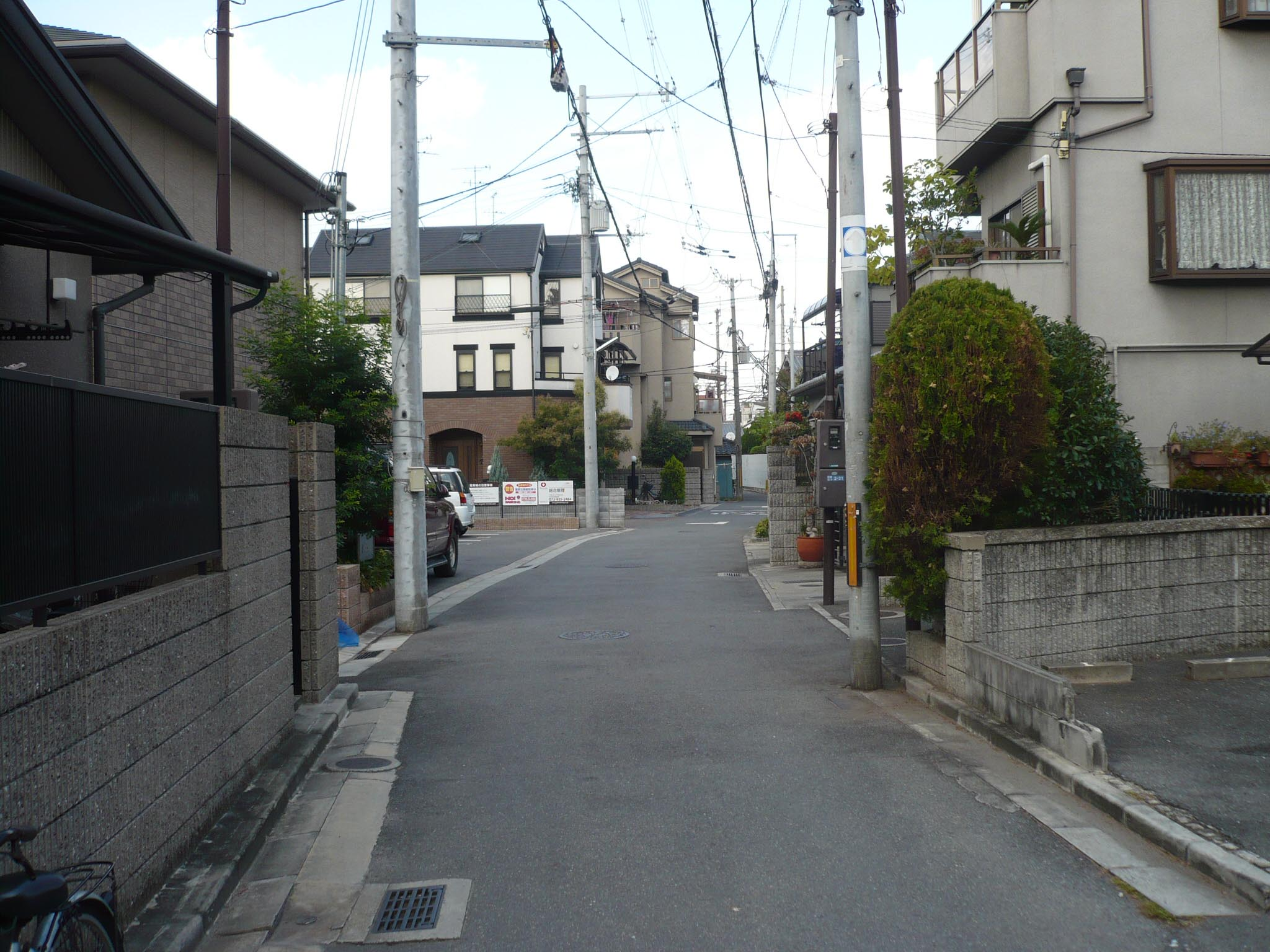
Site de l'ancien château Wakae.